# Baden-Baden (línia)
Baden-Baden fou un marcgraviat del Sacre Imperi Romanogermànic centrat a la població de Baden-Baden.

## Història
Va sorgir per primer cop el 1190 per partició de Baden en les línies de Baden-Baden i Baden-Hochberg a la mort d'Herman IV; va correspondre al fill Herman V. La línia va subsistir fins al 291 quan va morir Herman VII i es va procedir a un repartiment sorgint les línies de Baden-Pforzheim i Baden-Eberstein.
La línia es va crear per segon cop el 1348, quan va morir Rodolf IV de Baden-Pforzheim i el fill Frederic III va heretar la nova línia de Baden-Baden que va subsistir fins al 1515 quan es va procedir a un nou repartiment. Aquesta línia va adquirir la de Baden-Pforzheim el 1361 (que al seu torn havia adquirit els dominis de Baden-Eberstein) i després va reunir també els dominis de les branques col·laterals d'Hochberg (el 1415) i Sausenberg (1503) aconseguint així Cristòfol I de Baden-Baden reunificar tots els dominis de Baden el 1503.
Però no va conservar la unitat, ja que el 1515 es va procedir a un repartiment entre els seus fills. Baden-Baden, fou pel gran Bernat III, que el 1533 va recuperar una de les noves línies, la de Baden-Sponheim, però tres anys després es va dividir, quedant separada la línia de Baden-Rodemachern. El 1584 Baden-Baden, de sobirà catòlic, fou amenaçada per primera vegada, per un marcgravi rival protestant; El 1588, en plena guerra, la línia Baden-Rodemachern es va apoderar de Baden-Baden però la va perdre el 1596 davant d'Ernest Frederic (calvinista) de Baden-Durlach que va ocupar també Rodemachern; Ernest Frederic va morir el 1604 i el va succeir el seu germà (luterà) Jordi Frederic de Baden-Sausenberg que va agafar per a la seva línia el nom de Baden-Durlach, i que va mantenir ocupats els territoris de Baden-Baden i Baden-Rodemachern fins al 1622 quan van ser evacuades després de la destrucció del seu exèrcit a la batalla de Wimpfen.
Llavors es va restablir la línia legítima de Baden-Baden amb Guillem, i va subsistir fins a la mort d'August Georg Simpert el 1771, passant llavors a Carles Frederic de Baden-Durlach (abans Baden-Sausenberg), governant longeu (1738 a 1811) que va reunificar tots els dominis de Baden.

## Marcgravis

### Primer marcgraviat
- Herman V 1190-1242
- Herman VI 1242-1250
- Frederic 1250-1268
- Rodolf I 1250-1288
- Hessó 1288-1297
- Rodolf II 1288-1295
- Herman VII 1288-1291
- Rodolf III 1288-1332
- Rodolf Hessó 1297-1335

### Segon marcgraviat
- Frederic III 1348-1353
- Rodolf VI l'Alt 1353-1372
- Bernat I 1372-1431
- Rodolf VII 1372-1391
- Jacob 1431-1453
- Bernat II 1453-1458
- Carles I 1453-1475
- Cristòfol I 1475-1515 (+1527)
- Bernat III 1515-1536
- Filibert 1536-1569
- Felip II 1569-1588
- Ocupació per Baden-Rodemachern 1588-1596
- Ocupació per Baden-Sausenberg (des de 1604 Baden-Durlach) 1596-1622
- Guillem 1622-1677
- Lluís Guillem 1677-1707
- Lluís Jordi Simpert 1707-1761
- August Jordi Simpert 1761-1771